# Graffi sul vetro
Graffi sul vetro è il primo album in studio del gruppo musicale italiano Fuoco Negli Occhi, pubblicato nel 2006 da La Grande Onda.

## Tracce
1. Prologo - 2.26
2. Graffi sul vetro - 4.38
3. Figli d'Adamo (feat. Gora) - 3.57
4. Cosmos (feat. Los Autres) - 3.53
5. Logiche da psycho - 3.00
6. Traffic (feat. Guè Pequeno) - 4.45
7. Credibility - 2.58
8. Delirio tremens pt. 1 (feat. Gianni KG) - 3.24
9. First Round - 3.37
10. Speedway - 3.31
11. The night side (feat. The Regime) - 4.23
12. Fame di fama - 3.04
13. Nel clab - 3.00
14. Massime di ciro (skit) - 0.38
15. Non diventar come loro (feat. Ciro & Fadamat) - 3.29
16. Delirio tremens pt. 2 (feat. Lamaislam & Rako Alma) - 3.11
17. Soli - 3.29
18. Quante notti - 4.12
19. Epilogo - 1.48